# Хатіко: Вірний друг
«Хатіко: Вірний друг» (англ. «Hachi: A Dog's Tale») — екранізація відомої історії життя песика Хатіко. Фільм було знято у 2009 році. Країна випуску США. Тривалість фільму 85 хвилин. На 1 березня 2024 року фільм займав 235-ту позицію у списку 250 кращих фільмів за версією IMDb.

## Зміст
Фільм поставлений за відомою правдивою історією, що сталася в Японії в 20-х роках XX століття. Господар назвав нового чотириногого вихованця породи акіта-іну Хатіко (японською — Восьмий). Коли Хатіко підріс, він став постійно супроводжувати господаря. Песик щодня проводжав і зустрічав свого власника Паркера (Річард Гір) на вокзалі. Потім чоловік несподівано помер прямо на лекції в присутності студентів. Того дня вірний собака не дочекався його повернення. Попри це Хатіко протягом 9 років, щовечора о 5 годині приходив на вокзал зустрічати хазяїна і чекав його до останнього поїзда, допоки не помер від старості. Родичі Паркера шкодували пса і кілька разів намагалися дати йому прихисток у себе вдома, проте тварина втекла назад до своєї варти. Місцеві торговці підгодовували охлялого собаку, захоплюючись про себе його відданістю та терплячістю. А залізничники контролювали, щоб собаку, який став неодмінним атрибутом пристанційної площі, ніхто не ображав.

## Створення фільму
Знімання фільму проходили переважно в Брістолі, Вунсокеті та Кінгстауні (Род-Айленд), а також в Університеті Род-Айленда і Японії.

## Цікаві факти
- Сюжет фільму тісно перегукується з радянською картиною 1989 року «На прив'язі біля злітної смуги» (заснованої на реальних подіях) про те, як собака 10 років чекала свого господаря в аеропорту біля злітної смуги, де він її залишив.
- Саундтреком до фільму є композиція «Goodbye», написана Яном Качмареком.
- Хатіко в різні роки життя грають собаки Чіко, Лайла і Форест.
- Порода Хатіко Акіта є символом вірності та відданості у Японії.
- Справжньому Хатіко в Японії, на станції Сібуя, де він чекав на господаря, поставлений бронзовий пам'ятник. Сьогодні статуя Хатіко біля станції є місцем зустрічі закоханих, а сам образ пса в Японії став прикладом самовідданої любові й вірності.